# 2006年台灣電影作品列表
本列表列出2006年在台灣發行的台灣電影作品。

## 電影列表
| 片名         | 導演          | 重要演員                               | 備註 |
| 詭絲         | 蘇照彬        | 張震，林嘉欣，江口洋介，陳柏霖，張鈞甯 |      |
| 盛夏光年     | 陳正道        | 張孝全，楊淇，張睿家                   |      |
| 一年之初     | 鄭有傑        | 庹宗華，柯宇綸，許安安                 |      |
| 國士無雙     | 陳映蓉        | 楊祐寧，天心，金勤，阿Ken              |      |
| 我的逍遙學伴 | 楊順清        | 竇智孔，馮翊綱，林孟瑾                 |      |
| 人魚朵朵     | 李芸嬋        | 徐若瑄，周群達，堂娜，朱約信           |      |
| 巧克力重擊   | 李啟源        | 賴雅妍，陳信宏，黃柏青，唐振剛         |      |
| 單車上路     | 李志薔        | 李國毅，李運慶，陳意涵，張榕容         |      |
| 奇蹟的夏天   | 楊力州 張榮吉 |                                        |      |
| 夢想無限     | 李中旺        |                                        |      |

## 外部連結
- 2006台灣區上映電影檔期表–觸電網